# Apostolepis breviceps
Espèce
Apostolepis breviceps  est une espèce de serpents de la famille des Dipsadidae.

## Répartition
Cette espèce est endémique du Gran Chaco en Bolivie. 

## Étymologie
Le nom de cette espèce vient du latin brevis, court, et de ceps, dérivé de caput, la tête, en référence à l'aspect de cette espèce.

## Publication originale
- Harvey, Gonzales & Scrocchi, 2001 : New species of Apostolepis (Squamata: Colubridae) from Gran Chaco in Southern Bolivia. Copeia, vol. 2001, no 2, p. 501-507.